# Limnonectes nitidus
Espèce
Synonymes
- Rana nitida Smedley, 1932 "1931"

Statut de conservation UICN

 EN B1ab(iii) : En danger
Limnonectes nitidus est une espèce d'amphibiens de la famille des Dicroglossidae.

## Répartition
Cette espèce est endémique de l'État de Pahang en Malaisie. Elle se rencontre entre 900 et 1 500 m d'altitude dans les Cameron Highlands et la Fraser's Hill.

## Description
L'holotype de Limnonectes nitidus mesure 71 mm. Cette espèce présente une coloration dorsale grise ou brun gris. Sa face ventrale est jaunâtre. Sa peau est lisse.

## Publication originale
- Smedley, 1932 "1931" : Amphibians and reptiles from the Cameron Highlands, Malay Peninsula. Bulletin of the Raffles Museum, Singapore, vol. 6, p. 105-123 (texte intégral).